# Pontocypris subtriangulata
Pontocypris subtriangulata is een mosselkreeftjessoort uit de familie van de Pontocyprididae. De wetenschappelijke naam van de soort is voor het eerst geldig gepubliceerd in 1984 door Hu.